# USS Becuna (SS-319)
Za druga plovila z istim imenom glejte USS Becuna.
USS Becuna (SS-319) je bila jurišna podmornica razreda balao v sestavi Vojne mornarice Združenih držav Amerike.